# Robert Schindlbeck
Robert Schindlbeck (* 2. März 1911 in Rosenheim; † 14. Dezember 1999 in Hechendorf am Pilsensee) war ein Internist und Standesvertreter.

## Leben
Nach der Promotion 1937 an der Universität München war Schindlbeck Arzt an der privaten Krankenanstalt Thalkirchen-München (s. Dissertation). Am Ende des Zweiten Weltkriegs arbeitete er in der heutigen Finanzhochschule in Herrsching, die zum Ende des Krieges Lazarett war, und er leitete die Müllersche Ausweichklinik in Hechendorf. Die Region war stark von Typhus und Ruhr betroffen. Im Landkreis herrschte großer Bedarf an medizinischer Versorgung. Der damalige Bürgermeister Max Rehm bat Schindlbeck deshalb, sich in der zu der Zeit 3500 Einwohner zählenden Gemeinde Herrsching am Ammersee niederzulassen. Schindlbeck erwarb 1946 schließlich die Reinhardt-Villa und eröffnet die „Privatklinik Dr. Robert Schindlbeck“. Dort war er bis 1986 als Chefarzt tätig. Die Klinik wurde bis 2014 von seinem gleichnamigen Sohn unter dem Namen „Privatklinik Dr. Robert Schindlbeck GmbH & Co. KG“ weitergeführt. 2015 kaufte der US-amerikanische Konzern Myriad Genetics das Unternehmen und 2019 wollte der Landkreis Starnberg es für den Staat „zurückkaufen“.
Schindlbeck war als Verbandsfunktionär sehr aktiv. So hatte er von 1959 bis 1977 den Vorsitz der Fachärzte für Innere Medizin Bayerns inne. 1960 gründete er den Bayerischen Internistenkongress. Von 1963 bis 1980 war er Vizepräsident des Berufsverbandes Deutscher Internisten.
Sein Sohn, Dr. med. Ullrich Schindlbeck (1945–2012), betrieb seit 1992 mit Frau Dr. med. Weigel eine fachübergreifende Gemeinschaftspraxis in den Räumlichkeiten der alten Villa Schindlbeck in Herrsching. Sein jüngerer Sohn Robert Schindlbeck (* 1954) war 1994–2014 Geschäftsführer der Klinik.

## Ehrungen
- 1972 erhielt er von der Bundesärztekammer die Ernst-von-Bergmann-Plakette für Verdienste um die ärztliche Fortbildung.
- 1976 Bayerischer Verdienstorden
- 1977 Ehrenpräsident des Bayerischen Internistenverbandes und Ehrenvorsitzender des Bayerischen Internistenkongresses.
- 1985 die Günther-Budelmann-Medaille verliehen vom Berufsverband Deutscher Internisten.
- 1988 Bundesverdienstkreuz Erster Klasse

## Veröffentlichungen
- Über den wissenschaftlichen und praktischen Wert der fraktionierten Magenausheberung. (Dissertation München  1937). In: Deutsches Archiv für klinische Medizin. Bd. 180, Heft 5, Würzburg, S. 551–578. (Google-Snippet)